# Agrilus violaceoviridis
Agrilus violaceoviridis es una especie de insecto del género Agrilus, familia Buprestidae, orden Coleoptera.
Fue descrita científicamente por Cobos, 1967.